# Paradoxes des stoïciens

Les Paradoxes des Stoïciens (Paradoxa Stoicorum, en latin) forment un petit traité écrit en 47 av. J.-C., peut-être en avril, par Cicéron et adressé à son ami Brutus.
Sept paradoxes formulés par les philosophes stoïciens sont étudiés par Cicéron, ce qui semble déconcertant, car Brutus et lui-même se rattachent à une école philosophique différente, la Nouvelle Académie. Pour Pierre Grimal, il ne s’agit pas d’un exposé sérieux, mais d’une suite de démonstrations faites par jeu, comme Cicéron le déclare. Pourtant, le moment, la guerre civile entre César et les Pompéiens, n’est pas celui de publier un exercice oratoire de virtuosité gratuite. Le traité contient plusieurs attaques contre les épicuriens, qui prônent le plaisir comme véritable Bien, ce qui pourrait être une critique de l’entourage de César et des optimates qui ont préféré jouir de leurs richesses plutôt que de défendre la République, ainsi qu'une diatribe contre Clodius qui provoqua son exil. Philippe Muller qualifie de façon synthétique l’ouvrage de « pamphlet tardif et féroce pour ses adversaires ». Mais Cicéron, comme le note G. Achard, s'y prépare aussi, en endossant le rôle d'un stoïcien, aux sublimes passages des "Philippiques".

## Date
La date de rédaction de ce traité n'est pas connue avec exactitude. Cicéron parle au présent de Caton au début de son essai, donc sa rédaction est antérieure à la mort de ce dernier, survenue en avril 46 av. J.-C. et apprise de Cicéron quelques semaines plus tard.

## Manuscrits sources
Cet ouvrage nous a été transmis à travers les siècles grâce à des manuscrits qui ont survécu jusqu'à nos jours.
Une lacune dans le texte reconstitué ampute l’ouvrage de la démonstration du quatrième paradoxe « Tout homme qui n’est pas philosophe est un fou », et du titre du paradoxe qui suivait.

## Contenu
Le préambule fait allusion à Caton, l’oncle de Brutus, qui professait les idées stoïciennes, mais avec sécheresse et sans aucun souci oratoire. Cicéron déclare s’être amusé à faire l’exercice de reprendre quelques sentences stoïciennes pour en faire des lieux communs, plus accessibles au public. Les démonstrations présentées par Cicéron ne reproduisent pas les arguments des écoles stoïciennes, et sont essentiellement illustrées par des exemples, généralement tirés de l’histoire romaine.
« I Le beau moral est le seul bien »,
Allant de Romulus à Scipion Emilien, Cicéron donne les exemples des héros antiques dont la conduite désintéressée contraste avec celles de ses contemporains avides de biens, de puissance et de plaisirs. 
« II La vertu suffit au bonheur »,
Cicéron évoque ses propres malheurs et son exil, et attaque à nouveau l’épicurisme, qui détruit les valeurs traditionnelles des Romains dignes de ce nom.
« III Toutes les fautes sont égales, et aussi les actes vertueux »,
C’est la plus surprenante des affirmations. Durant son consulat, Cicéron l’avait tourné en dérision dans sa plaidoirie Pro Murena, si « toutes les fautes sont égales, tout délit est un crime ; étrangler son père n'est pas se rendre plus coupable que tuer un poulet sans nécessité ». Cicéron fait ici une analyse plus précise : la valeur d’un acte ne réside pas dans sa conséquence, qui n’est ni bonne ni mauvaise dans les faits, mais dans l’intention qui motive l’acte. Il cite un exemple classique des philosophes, les habitants de Sagonte assiégée avaient tué leurs pères, pour leur épargner l’esclavage. Ils avaient commis un parricide, mais dans une intention juste. Cicéron expose la pure doctrine stoïcienne, séparant l’attitude intérieure de ce qui, tout en émanant de nous, ne dépend plus que des circonstances.
« IV Tout homme qui n’est pas philosophe est un fou »
La démonstration de ce paradoxe a disparu dans une lacune. Cette absence induit deux numérotations possibles pour les paradoxes suivants.
V (ou IV) sans titre
L’étendue de la lacune précédente a amputé le titre de ce paradoxe, qui pourrait être « Seul le sage est un citoyen, leurs autres sont des exilés ». Cicéron dépeint le mauvais citoyen dans une diatribe contre son adversaire Clodius, protégé de César et non nommé, indigne du titre de citoyen et, en raison de ses multiples violations des lois, véritable exilé même lorsqu’il était présent à Rome, tandis que lui-même Cicéron n’avait quitté Rome que par vertu.
« VI (ou V) Seul le sage est un homme libre, tout homme qui n’est pas un sage est un esclave »
Le premier contre-exemple est ici un imperator, soumis à ses passions, à sa colère, à sa cupidité, à son goût du plaisir, qui se vante « j’ai mené de grandes guerres, j’ai été à la tête de grands commandements, de grandes provinces ». Sont aussi esclaves ceux qui sont sous la volonté d’une femme, ou la dépendance d’un luxe excessif. Aucun personnage n’est précisément visé, pas plus César que Lucullus, mais toutes les aristocrates qui prétendent être les premiers dans la cité et qui ne vivent que pour leur plaisir.
« VII (ou VI) Seul le sage est riche »
Ici, Cicéron emploie un argument épicurien, que le désir infini ne peut être satisfait, et que donc la véritable richesse consiste à n’avoir besoin de rien. Le contre-exemple donné est le défunt triumvir Crassus, non nommé mais clairement identifiable par la citation de sa déclaration « qu’on ne peut se dire riche si l’on n’est pas capable d’entretenir plusieurs légions à ses frais ».

### Traductions
- Cicéron, Œuvres de Cicéron, Les Paradoxes adressé à Brutus (trad. par M. Lorquet), Paris, Firmin Didot, 1869. (Lire en ligne)
- Cicéron, Les Paradoxes des Stoïciens (trad. et notes de J. Molager), Paris, Les Belles Lettres, 1971 [2002].  (ISBN 2-251-01079-3) (Présentation de l'éditeur)
- Cicéron, Penser autrement : Les Paradoxes des stoïciens (trad. et prés. par Claude Terreaux), Paris, Arléa, 2004.  (ISBN 2-86959-660-X) (Présentation de l'éditeur)
- Cicéron, Sans la raison nous ne sommes que folie : Les Paradoxes des stoïciens (trad. et notes de Mathieu Cochereau et Hélène Parent), Paris, Allia, 2016.  (ISBN 979-10-304-0422-7)

### Ouvrages généraux
- Philippe Muller, Cicéron : un philosophe pour notre temps, Lausanne, L'Âge d'homme, 1990, 316 p. (ISBN 2-8251-0033-1, présentation en ligne)
- Pierre Grimal, Cicéron, Fayard, 1986 (ISBN 978-2-213-01786-0, lire en ligne)

### Articles
- Raymond Chevalier, « Cicero. De legibus. Paradoxa stoicorum. », Revue belge de philologie et d'histoire, vol. 75, no 1,‎ 1997, p. 183 (lire en ligne)